# Coppa del Re (ciclismo)
La Coppa del Re, conosciuta anche come Coppa del Re Imperatore e Coppa Italica, era una corsa in linea maschile di ciclismo su strada svoltasi dal 1897 al 1962 in Italia. Storicamente riservata ai Dilettanti, prima della seconda guerra mondiale era considerata la corsa nazionale più importante della categoria insieme al campionato italiano.

## Storia
Organizzata per la prima volta nel 1897, riservata ai ciclisti dilettanti, nel decennio seguente si svolse con cadenza annuale perlopiù nei dintorni di Alessandria. Nel 1900, programmata in settembre, non venne corsa a causa dell'assassinio del Re Umberto I avvenuto il 29 luglio. Dal 1903 al 1909 fu aperta anche ai professionisti, venendo vinta per due volte da Giovanni Cuniolo.
Nel 1927 fu riservata ai professionisti "Iuniors" e agli indipendenti; nelle cinque edizioni seguenti sarà invece aperta agli indipendenti e ai dilettanti, per tornare a essere riservata ai soli dilettanti dal 1934. Nel 1937, dopo la nascita dell'Impero italiano, divenne "Coppa del Re Imperatore"; due anni dopo non si svolse. Nel 1944 venne rinominata in "Coppa Italica".

## Albo d'oro
Aggiornato all'edizione 1962.
| Anno                    | Vincitore                                              | Secondo                                                | Terzo                                                  |
| Coppa del Re            | Coppa del Re                                           | Coppa del Re                                           | Coppa del Re                                           |
| ----------------------- | ------------------------------------------------------ | ------------------------------------------------------ | ------------------------------------------------------ |
| 1897                    | Emilio Ciceri                                          | Numa Cisotti                                           | Gustavo Beccaria                                       |
| 1898                    | Enrico Brusoni                                         | Giovanni Savarro                                       | Emilio Ciceri                                          |
| 1899                    | Giovanni Savarro                                       | Viola                                                  | Luigi Arrigoni                                         |
| 1900                    | non disputata a causa dell'assassinio del Re Umberto I | non disputata a causa dell'assassinio del Re Umberto I | non disputata a causa dell'assassinio del Re Umberto I |
| 1901                    | Giovanni Battista Ghirardelli                          | Giovanni Savarro                                       | Silvio Garneri                                         |
| 1902                    | Giovanni Gerbi                                         | Vittorio Carlevaro                                     | Giulio Tagliavini                                      |
| 1903                    | Giovanni Gerbi                                         | Felice Galazzi                                         | Giovanni Rossignoli                                    |
| 1904                    | Giovanni Cuniolo                                       | Francesco Faravelli                                    | Renzo Mignotti                                         |
| 1905                    | Giovanni Cuniolo                                       | Pierino Albini                                         | Eberardo Pavesi                                        |
| 1906                    | Felice Galazzi                                         | Ernesto Ferrari                                        | Cesare Zanzottera                                      |
| 1907                    | Cesare Zanzottera                                      | Agostino Granaglia                                     | Felice Galazzi                                         |
| 1908                    | Luigi Azzini                                           | Pierino Necchi                                         | Carlo Mairani                                          |
| 1909                    | Giuseppe Brambilla                                     | Carlo Oriani                                           | Luigi Pogliani                                         |
| 1910                    | Carlo Durando                                          | Michele Robotti                                        | Giuseppe Azzini                                        |
| 1911                    | Emanuele Garda                                         | Natale Bosco                                           | Leopoldo Torricelli                                    |
| 1912                    | Guido Cassini                                          | Mario Ottonello                                        | Giovanni Bassi                                         |
| 1913                    | Luigi Santamaria                                       | Gaudenzio Garavaglia                                   | Giuseppe Prada                                         |
| 1914                    | Gaetano Belloni                                        | Davide Torre                                           | Valerio Riva                                           |
| 1915-1918               | non disputata a causa della prima guerra mondiale      | non disputata a causa della prima guerra mondiale      | non disputata a causa della prima guerra mondiale      |
| 1919                    | Giovanni Brunero                                       | Ilario Poiani                                          | Alessandro Tonani                                      |
| 1920                    | Federico Gay                                           | Angelo Vineis                                          | Pietro Bestetti                                        |
| 1921                    | Adriano Zanaga                                         | Luigi Mainetti                                         | Pietro Barbieri                                        |
| 1922                    | Luigi Mainetti                                         | Domenico Piemontesi                                    | Giuseppe Pancera                                       |
| 1923                    | Luigi Colliva                                          | Umberto Malinverni                                     | Giuseppe Pancera                                       |
| 1924                    | Libero Ferrario                                        | Domenico Piemontesi                                    | Umberto Malinverni                                     |
| 1925                    | Mario Bianchi                                          | Giovanni Pizzarelli                                    | Carlo Reffo                                            |
| 1926                    | Giovanni Balla                                         | Mario Balzaretti                                       | Carlo Reffo                                            |
| 1927                    | Pietro Fossati                                         | Michele Orecchia                                       | Giovanni Bassi                                         |
| 1928                    | Michele Mara                                           | Michele Orecchia                                       | Carlo Moretti                                          |
| 1929                    | Riccardo Proserpio                                     | Serafino Giuppone                                      | Augusto Zanzi                                          |
| 1930                    | Vasco Bergamaschi                                      | Alfredo Carniselli                                     | Carlo Moretti                                          |
| 1931                    | Renato Scorticati                                      | Alfredo Carniselli                                     | Carlo Rovida                                           |
| 1932                    | Gino Zanca                                             | Giovanni Speluzzi                                      | Paolo Rimoldi                                          |
| 1933                    | Camillo Erba                                           | Giovanni Cazzulani                                     | Carlo Rovida                                           |
| 1934                    | Aldo Bini                                              | Vasco Reggianini                                       | Duilio Doveri                                          |
| 1935                    | Pietro Chiappini                                       | Angelo Dalcerri                                        | Arturo Colombo                                         |
| 1936                    | Tolmino Gios                                           | Paolo Marcotti                                         | Pierino Favalli                                        |
| Coppa del Re Imperatore |                                                        |                                                        |                                                        |
| 1937                    | Salvatore Crippa                                       | Alessandro Vegetti                                     | Dario Toninelli                                        |
| 1938                    | Sebastiano Torchio                                     | Pietro Ferrari                                         | Alessandro Vegetti                                     |
| 1939                    | non disputata                                          | non disputata                                          | non disputata                                          |
| 1940                    | Serafino Santambrogio                                  | Gino Scappini                                          | Pietro Ferrari                                         |
| 1941                    | Remo Rosetti                                           | Antonio Covolo                                         | Andrea Giacometti                                      |
| 1942                    | Michele Motta                                          | Giovanni Ronco                                         | Cesare Negri                                           |
| 1943                    | Giovanni Capuzzi                                       | Renato Caruso                                          | Armando De Lorenzi                                     |
| Coppa Italica           |                                                        |                                                        |                                                        |
| 1944                    | Sergio Maggini                                         | Giannino Negrini                                       | Aldo Baito                                             |
| 1945                    | Michele Motta                                          | Giuseppe Ausenda                                       | Giannino Negrini                                       |
| 1946                    | Italo De Zan                                           | Armando Peverelli                                      | Carlo Tagliabue                                        |
| 1947                    | Renzo Cerati                                           | Franco Fanti                                           | Eraldo Zucchetti                                       |
| 1948                    | Martino Sironi                                         | Eraldo Zucchetti                                       | Mario Scappini                                         |
| 1949                    | Claudio Ricci                                          | ?                                                      | ?                                                      |
| 1950                    | Donato Piazza                                          | ?                                                      | ?                                                      |
| 1951                    | Luciano Colombo                                        | ?                                                      | ?                                                      |
| 1952                    | Alfredo Martinelli                                     | Sergio Ferrando                                        | Walter Serena                                          |
| 1953                    | Gino Reggiani                                          | ?                                                      | ?                                                      |
| 1954                    | Gino Reggiani                                          | ?                                                      | ?                                                      |
| 1955                    | Franco Arpesella                                       | ?                                                      | ?                                                      |
| 1956                    | Mamante Mora                                           | ?                                                      | ?                                                      |
| 1957                    | Antonio Franchi                                        | ?                                                      | ?                                                      |
| 1958                    | Luigi Fusetti                                          | ?                                                      | ?                                                      |
| 1959                    | Mirko Ciapparelli                                      | ?                                                      | ?                                                      |
| 1960                    | non disputata                                          | non disputata                                          | non disputata                                          |
| 1961                    | Pierino Ambrosi                                        | ?                                                      | ?                                                      |
| 1962                    | Egidio Cappelletti                                     | Carlo Visigalli                                        | Bruno Centomo                                          |